# Augustus Octavius Bacon
Augustus Octavius Bacon (ur. 20 października 1839 w hrabstwie Bryan, zm. 14 lutego 1914 w Waszyngtonie) – amerykański polityk.

## Życiorys
Urodził się 20 października 1839 roku na terenie hrabstwa Bryan. Ukończył studia na wydziale literatury University of Georgia, a rok później także prawo. Został przyjęty do palestry i otworzył prywatną praktykę w Atlancie. W czasie wojny secesyjnej służył w Armii Stanów Skonfederowanych i dosłużył się stopnia kapitana. Pod koniec walk, powrócił do praktykowania prawa w Macon. W latach 1871–1886 zasiadał w legislaturze stanwej Georgii. W 1894 roku został wybrany do Senatu, z ramienia Partii Demokratycznej. Pomiędzy rokiem 1911 a 1913 dziesięciokrotnie pełnił funkcję rotacyjnego przewodniczącego pro tempore. Mandat senatora sprawował do śmierci, która nastąpiła 14 lutego 1914 roku w Waszyngtonie.